# Heinz Schlaffer
Heinz Schlaffer (Černošín, 21 de junio de 1939-Stuttgart, 31 de octubre de 2023) fue un germanista alemán y profesor emérito de ciencia de la literatura en la Universidad de Stuttgart. Destacó especialmente con ensayos como Die kurze Geschichte der deutschen Literatur (La historia breve de la literatura alemana).

## Vida
En 1972 ocupó su primera cátedra en la Universidad de Marburgo, y en 1975 se trasladó a Stuttgart donde ocupó una cátedra desde ese año hasta su retiro en el año 2004.
Ha escrito libros sobre distintos temas: el ciudadano como héroe, el historicismo estético, el Fausto de Goethe, además de escribir ensayos y artículos académicos y crítica literaria en diarios.
Estaba casado con la germanista Hannelore Schlaffer.

## Premios destacados
- 2008 Premio Heinrich Mann[3]
- 2012 Premio Johann Heinrich Merck[4]

## Obra
- Geistersprache. Zweck und Mittel und Lyrik 2012)
- Das entfesselte Wort: Nietzsches Stil und seine Folgen (2007)
- Die kurze Geschichte der deutschen Literatur (2002)
- Poesie und Wissen: die Entstehung des ästhetischen Bewusstseins und der philologischen Erkenntnis (1990)
- Faust zweiter Teil: die Allegorie des 19. Jahrhunderts (1989)
- Der Bürger als Held: sozialgeschichtliche Auflösungen literarischer Widersprüche (1973)
- Musa iocosa. Gattungspoetik und Gattungsgeschichte der erotischen Dichtung in Deutschland (1971)
- Lyrik im Realismus: Studien über Raum und Zeit in den Gedichten Mörikes, der Droste und Liliencrons (1966)